# Marg Moll
Marg Moll (2. srpna 1884, Mulhouse, Francie – 15. března 1977, Mnichov, Německo) byla německá malířka, sochařka a spisovatelka. Na základě realistické reprezentace se její styl vyvíjel směrem k abstrakci. V roce 1937 byla její díla spolu s mnoha dalšími vystavena na výstavě Entartete Kunst v Mnichově. Na této výstavě byla i díla jejího manžela Oskara.

## Životopis
Dcera důstojníka začala své umělecké vzdělání na Städelsches Kunstinstitutu ve Frankfurtu nad Mohanem, kde se zajímala o sochařství. V devadesátých letech 19. století byla žákyní Hanse Völckera. V roce 1905 absolvovala výuku u malíře Oskara Molla, za kterého se o rok později provdala. Spolu se pár v roce 1907 odstěhoval do Berlína a pracoval v ateliéru Lovise Corintha, kde pracovali na olejomalbách. Marg Moll navíc navštěvovala kurzy anatomie ve škole Levin-Funke-Schule. V roce 1907 se pár přestěhoval do Paříže, kde se stýkali mimo jiné s Henrim Matissem. Umělecká dvojice patřila mezi klíčové lidi, kteří Matisse přesvědčili a pomohli mu založit vlastní akademii, takzvanou Académie Matisse. Ve své knize Vzpomínky na Matisse živě popsala pracovní situaci v "Académii". V Matisseho studiu Marg Moll pracovala hlavně na plastikách.
Po první světové válce se s manželem přestěhovala do Vratislavi, protože Oskar Moll přijal pozvání na Státní akademii umění a řemesel Wroclaw. Místní apartmán včetně prostorného studia byl vybaven moderním nábytkem od Augusta Endella.

## Umělecké dílo
Marg Moll vytvořila “rozmanitou sochařskou práci.” Přitom využila vlivu sochařů Alexandra Archipenka, Constantina Brâncuşiho nebo Ossipa Zadkina, kteří se proslavili v Paříži. V roce 1928 opět pracovala v Paříži jako studentka Fernanda Légera. Tam se stala členkou skupiny Groupe 1940 a vystavovala s Robertem Delaunaym nebo Albertem Gleizesem.
Její sochařská a malířská tvorba byla stále více a více abstraktnější. V roce 1932 byla uzavřena Breslauova akademie a dvojice umělců Mollových se přesunula do Düsseldorfu, kde Oskar Moll přednášel. Poté, co se politická situace pro umělce jejich typu zhoršila, Marg v roce 1935 napsala do svého zápisníku: „V Düsseldorfu to začíná být nepříjemné. Oskar zvažuje, zda by neměl emigrovat do Anglie, ale rozhodli jsme se pro Berlín.“ V Berlíně si nechali postavit dům na Halensee od jejich přítele architekta Hanse Scharouna. Budova včetně "impozantní" sbírky vlastních i zahraničních děl byla zničena při bombovém útoku v roce 1943. Moderní styl Marg Mollové neuspokojoval kulturní diktátory národně socialistické éry, takže byla během Nacionalistické diktatury v Německu pronásledována a její sochy byly nazývány "zvrhlými".
V roce 1943 opustili Mollovi kvůli rostoucímu bombardování Berlín a přestěhovali se do Briegu ve Slezsku, kde vlastnili dům Oskarovi rodiče.
Po druhé světové válce a také po smrti svého manžela (1947) Marg Moll důsledně rozvíjela svůj styl. Od roku 1947 do roku 1950 zůstala ve Walesu a setkala se s Henryem Mooreem v Londýně. V roce 1952 se vrátila do Düsseldorfu a přednášela v Německu i v zahraničí. Její tvorba se vyznačuje redukovanými, lineárními bronzy a barevnými expresivními dřevěnými sochami.
Dne 15. března 1977 Marg Moll zemřela v Mnichově ve svých 92 letech. Byla pohřbena v Berlíně na městském hřbitově Zehlendorf.
Jejich dcera Brigitte Würtz se narodila v roce 1918 ve Vratislavi a později se z ní také stala malířka.
Socha Mollové Tänzerin (Tanečnice), která byla zabavena pro výstavu Entartete Kunst v roce 1937 a byla považována za ztracenou, byla znovu objevena v Berlíně při archeologických vykopávkách, které byly prováděny roku 2009 na Rathausstraße před Červenou radnicí v přípravách na stavební práce pro metro. Je jisté, že 15 exponátů bylo uloženo v srpnu 1942 ve sklepě Königstraße 50 poblíž radnice. Stavba byla na konci druhé světové války zničena a ani při odklízení suti se skladiště nenašlo.

## Vybraná díla
- 1911: Am Wege Sitzende
- 1926: Die Tänzerin, 65 cm vysoká kubistická postava nahé tanečnice v taneční póze, provedení v mosazi. Po jejím dokončení sochu zakoupilo Slezské muzeum výtvarného umění v Breslau, vystavovalo ji a pak uložilo v místním depozitáři. Pro nacistickou výstavu umění v Berlíně komise jmenovaná Goebbelsem zabavila všechna umělecká díla, která „urážejí německý cit nebo ničí nebo znetvářejí přirozenou podobu člověka nebo se vyznačují nedostatkem adekvátního řemeslného umění nebo uměleckých schopností“, tedy včetně Tanečnice. Díla přešla do různých muzejních skladů. Tanečnice také cestovala do Berlína v roce 1938 na propagandistickou výstavou. V roce 1941 byla opět použita jako rekvizita v propagandistickém filmu Venus vor Gericht.[1] V současné době je na výstavě v Neues Museum v Berlíně.
- 1928: Stehende mit Krug, mosaz
- 1930: Schwarzer Torso
- 1953: Miteinander (trojice)
- 1956: Torso
- 1963: Trauernde, dřevo
- 1965: Paar, dřevo
- 1967: Familie, dřevo

## Vyznamenání
- 1969: Velký federální řád za zásluhy
- 1970: Medaile na XVI. výstavě v Kolíně nad Rýnem